# غوستافو كارديناس غوتيريز
غوستافو كارديناس غوتيريز (بالإسبانية: Gustavo Cárdenas Gutiérrez)‏ هو سياسي مكسيكي، ولد في 25 يناير 1958 في ماتاموروس في المكسيك. حزبياً، نشط في حزب العمل الوطني. وقد انتخب عضو مجلس الشيوخ من المكسيك وانتخب عضو مجلس النواب المكسيك.